# Жан III (герцог Бретані)
Жан III Добрий (*Jean III le Bon, 8 березня 1286  —30 квітня 1341) — герцог Бретані у 1312—1341 роках.

## Життєпис

### Молоді роки
Походив з династії Дрьо. Старший син Артура II, герцога Бретані, та Марії, віконтеси Ліможу. Народився у 1286 році, коли ще батько не був владним герцогом. У 1291 році втратив матір. Негативно ставився до другого шлюбу батька, що стався у 1292 році. В подальшому намагався оскаржувати законність дітей від цього шлюбу.
У 1297 році оженився на старшій доньці впливового французького графа Карла Валуа. У 1301 році отримав у керування віконтство Лімож. У 1309 році його дружина померла. 1310 року батько влаштува шлюб Жана з донькою Санчо IV, короля Кастилії.

### Герцог
У серпні 1312 року після смерті свого батька, успадкував герцогство Бретань. У 1313 році розпочав судовий процес стосовно анулювання шлюбу померлого батька з мачухою Іоландою. Процес тривав до 1328 року, але не мав результату.
У 1314 році передав віконстство Лімож своєму братові Гі де Пентв'єру. Того ж року надав бретонські війська королю Франції для придушення повстання у Фландрії. 1315 року провів перше засідання Бретонського парламенту в Ренні, де були присутні єпископи, графи та представники міст. Того ж року особисто брав участь разом з Людовиком X, королем Франції, проти Фландрії. 1316 року змінив власний герб на суто горностай.
У 1328 році померла дружина Ізабела. Того ж року звитяжив у битві при Касселі, де фламандці зазнали поразки. 1329 року взяв третій шлюб — з донькою графа Савойї. При цьому Жан III намагався всіляко зміцнювати герцогську владу, обмежуючи баронів.
У січні 1334 року після смерті свого стрийка Жана, Жан III успадкував титул графа Річмонда. Водночас склав присягу вірності Едуарду III, королю Англії в Кентерберрі.
Проте й далі зберігав союз із Францією. Водночас намагався заповідати права на герцогство королю Франції, але не знайшов підтримки серед бретонських баронів.
З початком Столітньої війни між Англією та Францією, Жан III спершу став на бік останнього. У 1338 році спрямував бретонський флот на з'єднання з французькою флотилією, але вони зазнали нищівної поразки від англійців у битві при Слейсі.
Після укладання перемир'єя між воюючими країнами, Жан III перебирається до Парижа, де перебував з кінця 1240 до початку 1241 року. Помер Жан III в Канні (Нормандія) 1341 року, на зворотному шляху від двору короля Франції.
Бездітний, він навіть напередодні смерті відмовився вказати свого наступника серед кандидатів: зведеного брата Жан де Монфор і Жанна де Пент'євр. Втім першого ненавидів, а другій не наважився заповісти з невідомих причин. Оскільки бретонське феодальне право і феодальне право Франції суперечили одне одному в цьому питанні, почалася боротьба за герцогство, відоме як Війна за Бретонську спадщину.

## Родина
1. Дружина — Ізабела, донька Карла Валуа, графа Анжу і Мена
дітей не було
2. Дружина — Ізабела, донька Санчо IV, короля Кастилії
дітей не було
3. Дружина — Жанна, донька Едуарда, графа Савойї
дітей не було